# Institut national polytechnique Clermont-Auvergne
 (août 2025).
L'institut national polytechnique Clermont Auvergne ou Clermont Auvergne INP est un établissement public à caractère scientifique, culturel et professionnel. 
Fondé au 1er janvier 2021, il regroupe les trois écoles d'ingénieurs clermontoises : ISIMA, Polytech Clermont-Ferrand et SIGMA Clermont. Elles font toutes partie des 205 écoles d'ingénieurs françaises accréditées au 1er septembre 2018 à délivrer un diplôme d'ingénieur.
Situé sur le campus des Cézeaux, à Aubière-Clermont-Ferrand, il est membre du Groupe INP, composé de 4 autres établissements : Bordeaux INP, Grenoble INP, Lorraine INP et Toulouse INP.
Les écoles de Clermont Auvergne INP délivrent des diplômes d'ingénieurs dans des domaines de formation tels que l'informatique, la chimie, le génie chimique, le génie mécanique, le génie civil le génie biologique, le génie électrique, les mathématiques appliquées, le génie des systèmes de production, le génie physique ou le génie industriel.

## Historique
Au 1er janvier 2021, SIGMA Clermont, Polytech Clermont-Auvergne et l'ISIMA se rassemblent pour former l'Institut national polytechnique Clermont-Auvergne (Clermont Auvergne INP), établissement-composante de l'établissement public expérimental Université Clermont Auvergne.

## Évolution démographique
Évolution démographique de la population universitaire 

| 2020  | 2021  | 2022  | - | - | - | - | - |
| ----- | ----- | ----- | - | - | - | - | - |
| 3 089 | 2 871 | 2 824 | - | - | - | - | - |